# El Nopal (Chiapas)
El Nopal es una localidad del estado mexicano de Chiapas. Es parte del municipio de Ixtapa.

## Demografía
| Gráfica de evolución demográfica |
|                                  |

| Censo | Población |
| ----- | --------- |
| 1900  | 101       |
| 1910  | 115       |
| 1921  | 117       |
| 1930  | 140       |
| 1940  | 241       |
| 1950  | 294       |
| 1960  | 350       |
| 1970  | 460       |
| 1980  | 576       |
| 1990  | 890       |
| 2000  | 1 416     |
| 2010  | 1 903     |
| 2020  | 2 259     |